# Янголи Чарлі (телесеріал)
«Янголи Чарлі» (англ. Charlie's Angels) — телесеріал про трьох жінок, що працюють на приватне детективне агентство, одне з перших телешоу з жіночими ролями традиційно чоловічого амплуа. Серіал транслювався в США компанією ABC з 1976 по 1981 рік і був одним із найуспішніших у 1970-х роках. Янголи Чарлі були створені Айвеном Гоффом та Беном Робертсом і спродюсовані Аароном Спеллінгом та Леонардом Голдбергом. До випуску первісною назвою серіалу пропонувалося «Вуличні кішки» (The Alley Cats). Іншою назвою, що обговорювалася, була «Янголи Гаррі» («Harry's Angels»), але його змінили на «Янголи Чарлі», щоб не конфліктувати з іншим телесеріалом «Harry O.».

## Короткий опис
Три жінки, Ангели (їх грають Кейт Джексон, Фарра Фосетт та Жаклін Сміт) щойно закінчили лосанджелеську поліцейську академію і були призначені постовими регулювальниками руху. Вони звільнилися і були найняті на роботу агенцією Чарлі Таунсенда приватними детективами. Їхній бос Чарлі (озвучений Джоном Форсайтом), обличчя якого ніколи повністю не показується (у деяких епізодах глядачеві видно потилицю та руки), спілкується зі співробітниками по телефону, даючи їм завдання через свого зв'язкового Бослі (роль Девіда Дойла) або через виносний динамік-інтерком .

## Зйомки
У процесі зйомок серіалу Фарра Фосетт та Джексон залишили шоу для участі в інших проєктах. Фосетт була замінена Шеріл Ледд у ролі Кріс Монро, сестри Джил та колишньої поліцейської з Сан-Франциско. Джексон була замінена Шеллі Хек у ролі Тифані Віллес, колишнього офіцера поліції з Бостона. У заключному сезоні Таня Робертс замінила Хек у ролі Джулії Роджерс, колишньої моделі, яка стала детективом.
Серіал знятий не з наскрізним послідовним сюжетом, а з епізодичним — у кожному епізоді Янголи опиняються у новій ситуації, в якій вони ведуть розслідування щодо розкриття обставин. Фрагмент неповністю розкритої сюжетної лінії приваблює інтерес і створює напруженість. У ранніх епізодах під час слідства Янголи використовували комбінації сексуальних хитрощів і знань, тоді як у третьому та четвертому сезонах сценарій відхиляється від сексуальної привабливості у бік професіоналізму в детективній роботі.

## Акторський склад

### Головні ролі
- Фарра Фосетт — Джилл Монро (1976—1977, поверталася в 1978—1980)
- Кейт Джексон — Сабріна Данкан (1976—1979)
- Жаклін Сміт — Келлі Гарретт
- Шеріл Ледд — Кріс Монро (1977—1981)
- Шеллі Хек — Тіффані Віллес (1979—1980)
- Таня Робертс — Джулі Роджерс (1980—1981)
- Девід Дойл — Джон Бослі
- Джон Форсайт (озвучування) — Чарльз «Чарлі» Таусенд

## Спін-офф
ABC спробувала створити в 1980 році спін-офф «Янголів Чарлі», названий «Хлопці Тоні». Шоу було повним відображенням «Янголів Чарлі», і Барбара Стенвік виконала головну роль Антонії «Тоні» Блек, багатої вдови та товаришки Чарлі, яка відкрила детективну агенцію. В агентстві працює троє детективів-чоловіків, які отримують вказівки від Тоні, і аналогічно роботі Янголів, які розкривають злочини . Шоу вийшло як пілотний випуск під час четвертого сезону «Ангелів Чарлі», але наступного сезону не стало регулярно виходити.

## Ремейк
У 2000 році режисер Макджі зняв художній фільм «Янголи Чарлі», який відразу став хітом та «сенсацією 2001 року». Ролі Янголів зіграли найпопулярніші актриси Голлівуду: Дрю Беррімор, Кемерон Діас та Люсі Лью. У 2003 році вийшло продовження.
ABC повідомляло про можливість випуску рімейку «Янголів Чарлі». Так, 12 листопада 2009 року представники телеканалу АВС оголосили про те, що буде знято нову версію популярного телесеріалу. Сценаристом і продюсером нових «Янголів Чарлі» став Джош Фрідман, який раніше працював над іншим популярним серіалом « Термінатор: Хроніки Сари Коннор». Рімейк вийшов у 2011 році і був закритий через чотири епізоди у зв'язку з негативним сприйняттям глядачами та критиками.
У вересні 2015 року стало відомо, що американська кінокомпанія Sony Pictures хоче перезапустити серію комедійних бойовиків «Янголи Чарлі». Новий фільм, що вийшов у 2019 році, зрежисувала актриса Елізабет Бенкс («Голодні ігри»), яка спільно з чоловіком, Максом Хандельманом, спродюсувала картину. У грудні 2015 року стало відомо, що сценарій фільму напише Еван Спіліотопулос, відповідальний за сюжет картин «Мисливець і Снігова королева» та «Красуня і чудовисько», але в результаті від нього відмовилися, вирішивши переписати чернетки Крейга Мезіна та Семі Челлас. Янголами у фільмі стали Крістен Стюарт, Наомі Скотт та Елла Балінська.